# Rybski Potok
Rybski Potok – potok, prawostronny dopływ Tarnawki o długości 7,38 km.
Potok wypływa w miejscowości Rupniów w województwie małopolskim, w gminie Limanowa, płynie przez Rupniów, Nowe Rybie i Szyk. Najwyżej położone źródła potoku znajdują się na wysokości około 470 m, na zachodnich zboczach przełęczy między Pasierbiecką Górą (764 m) a Jaszczurówką (538 m). Spływa początkowo w zachodnim, a później północno-zachodnim kierunku doliną pomiędzy Jaszczurówką a Kostrzą (720 m). W Szyku uchodzi do Tarnawki na wysokości około 280 m.
Łożysko Rybskiego Potoku tworzy granicę między Pogórzem Wiśnickim, do którego należy Jaszczurówka, a Beskidem Wyspowym, do którego należy Kostrza.